# Hans-Georg Knopp
Hans-Georg Knopp (* 13. Januar 1945 in Bernburg) ist ein deutscher Geisteswissenschaftler und Kulturmanager.

## Leben
Hans-Georg Knopp studierte ab 1966 bis 1974 Theologie, Religionswissenschaften, Indologie, Arabistik, Soziologie und Politologie in Tübingen, Wien, Marburg und Gießen. 1974 wurde er im Fach Indologie an der Universität Marburg zum Dr. phil. promoviert.
Ab 1974 bis 1996 war Hans-Georg Knopp für das Goethe-Institut in Bombay, Colombo, Jakarta, Singapur, Chicago und München tätig. 1996 bis 2002 war er Generalsekretär, 2002 bis 2005 Intendant am Haus der Kulturen der Welt in Berlin. Von 2005 bis 2012 war er Generalsekretär des Goethe-Instituts in München.